# 坤六峠
坤六峠（こんろくとうげ）は、群馬県利根郡のみなかみ町と片品村の境にある峠である。

## 概要
- 標高は約1620m。
- 道路は群馬県道63号水上片品線として整備されており、車両の通行が可能。
- 建設当時群馬県知事であった神田坤六の名から命名された。

## 周辺
- 尾瀬
- 鳩待峠

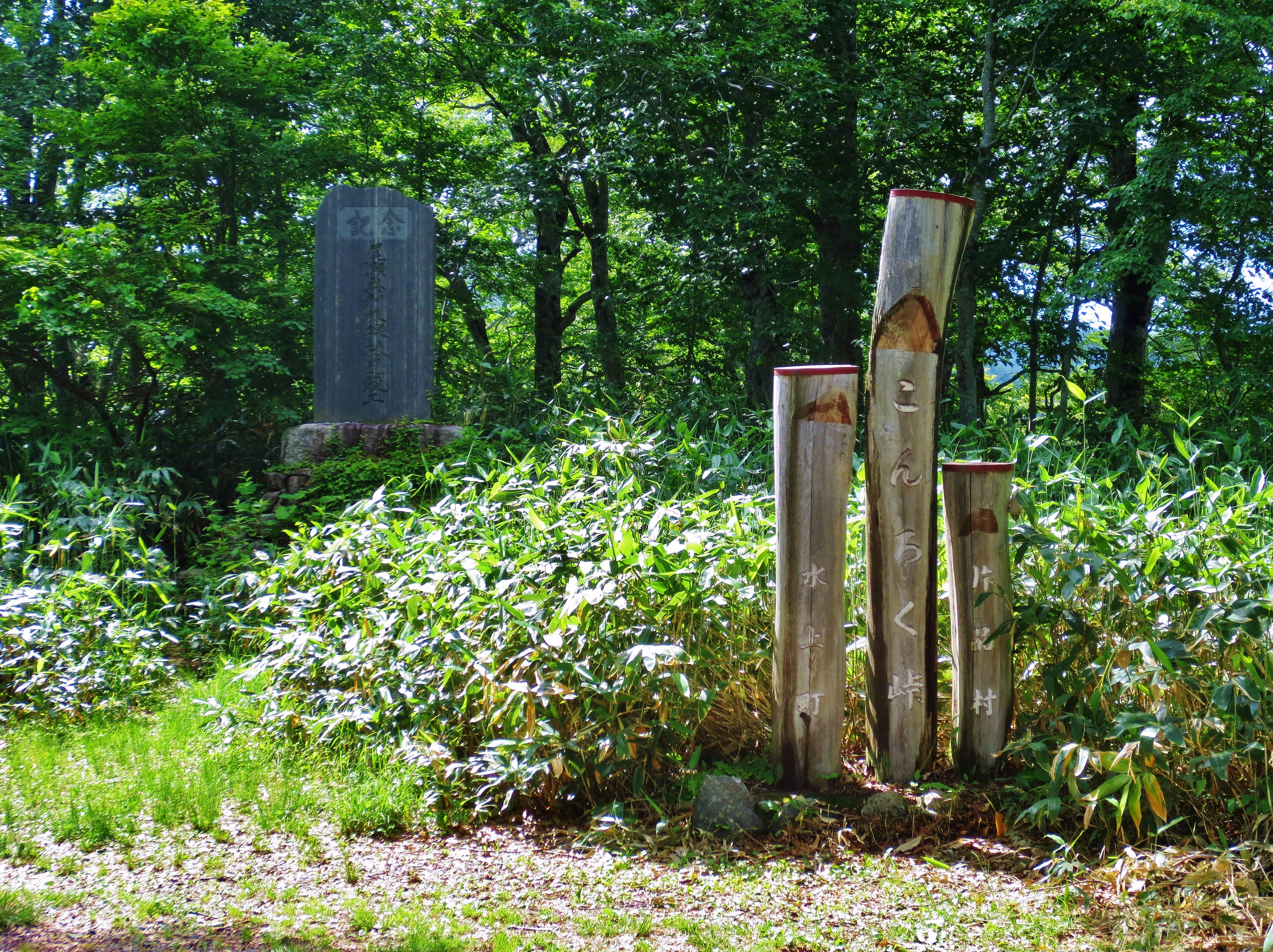
頂上
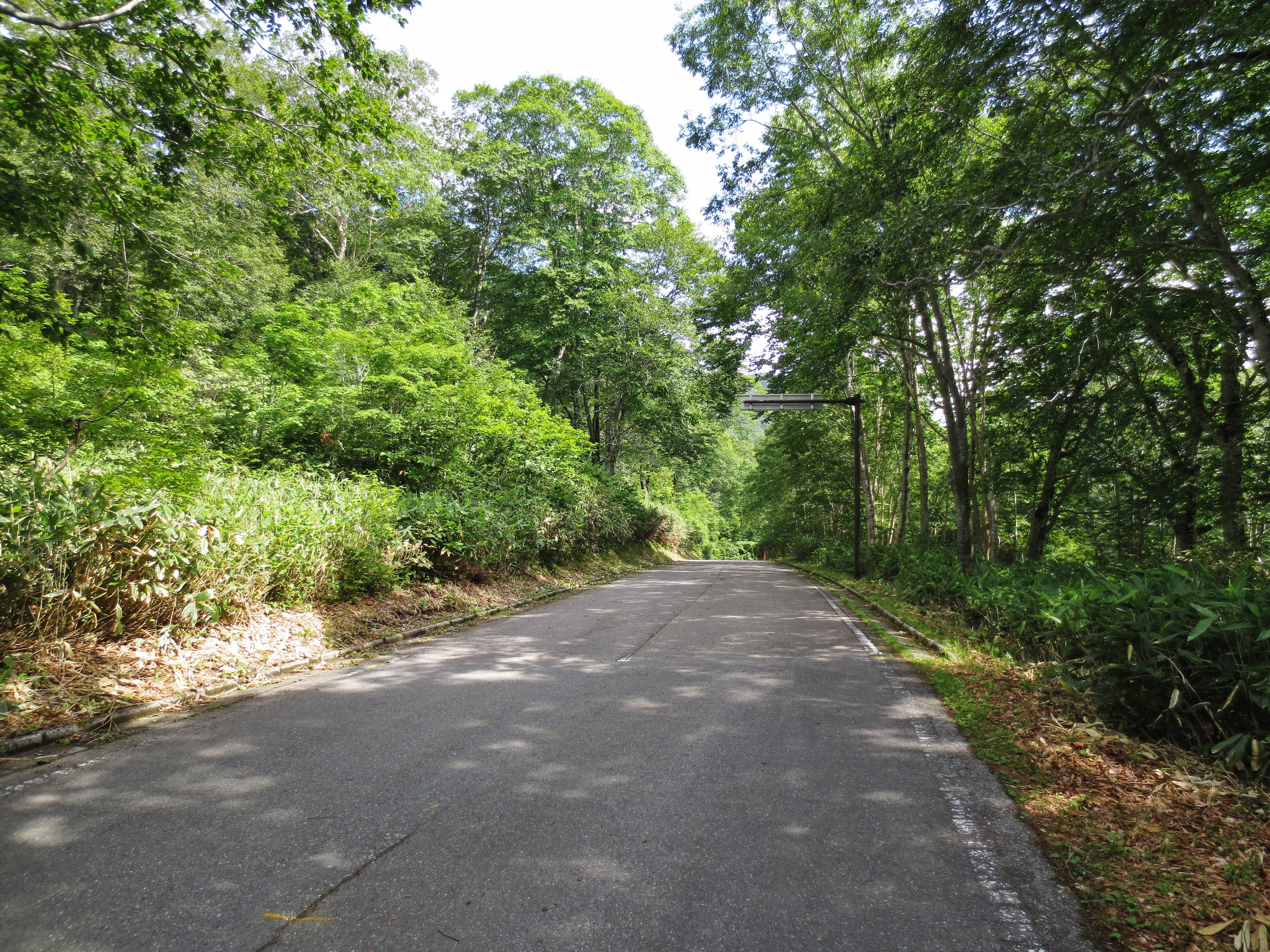
頂上よりみなかみ町方面
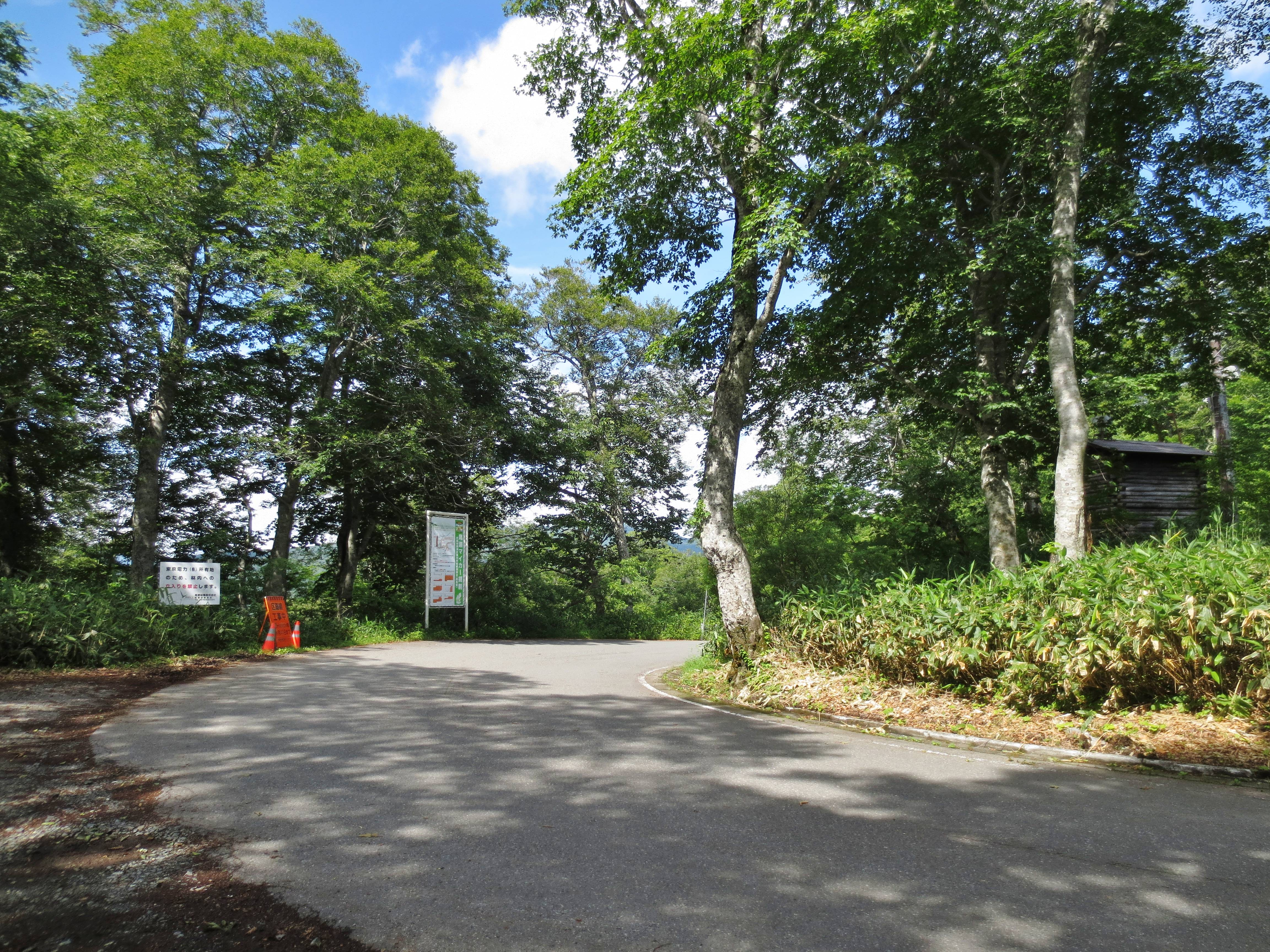
頂上より片品村方面
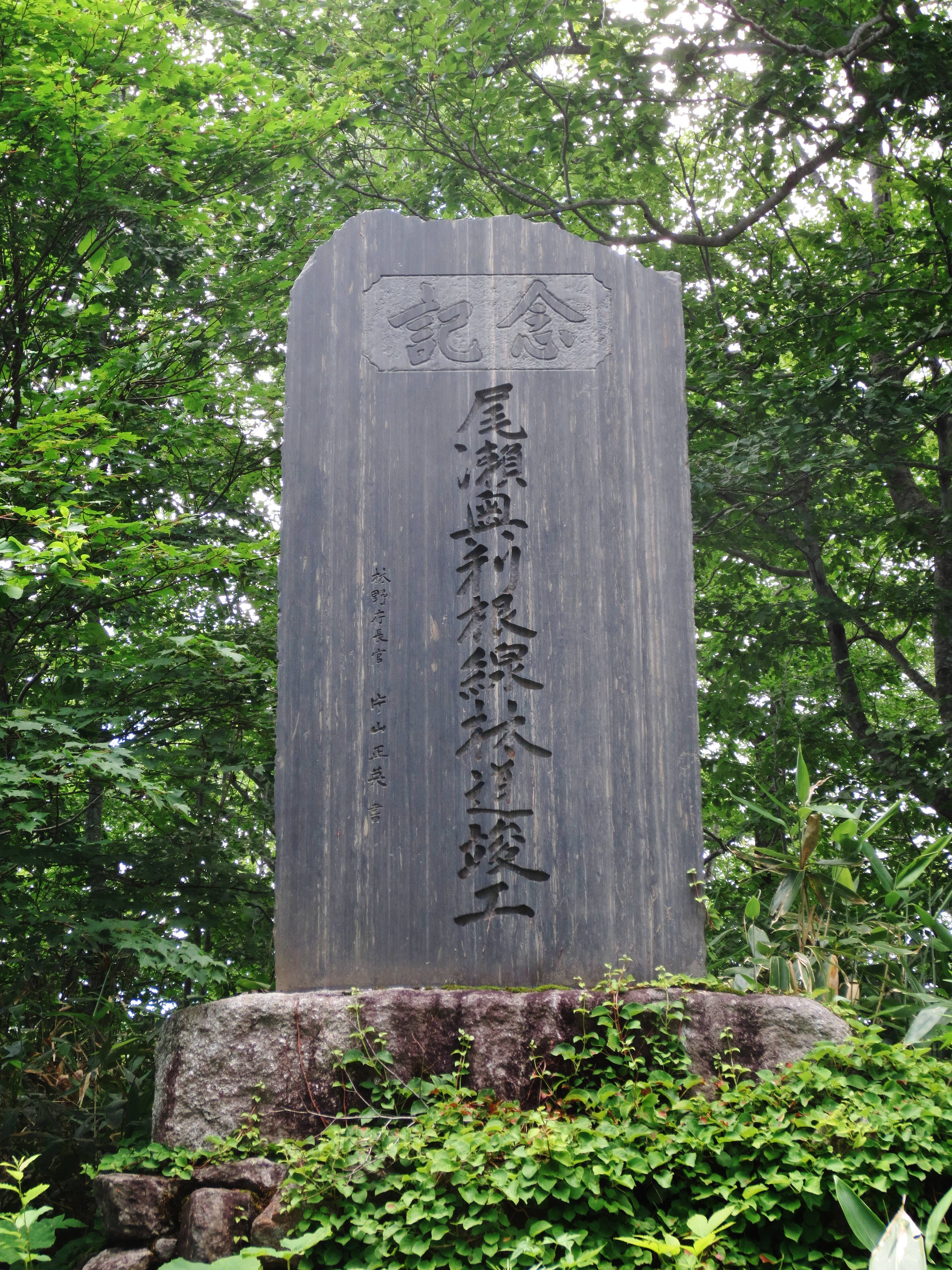
尾瀬奥利根線林道竣工記念碑
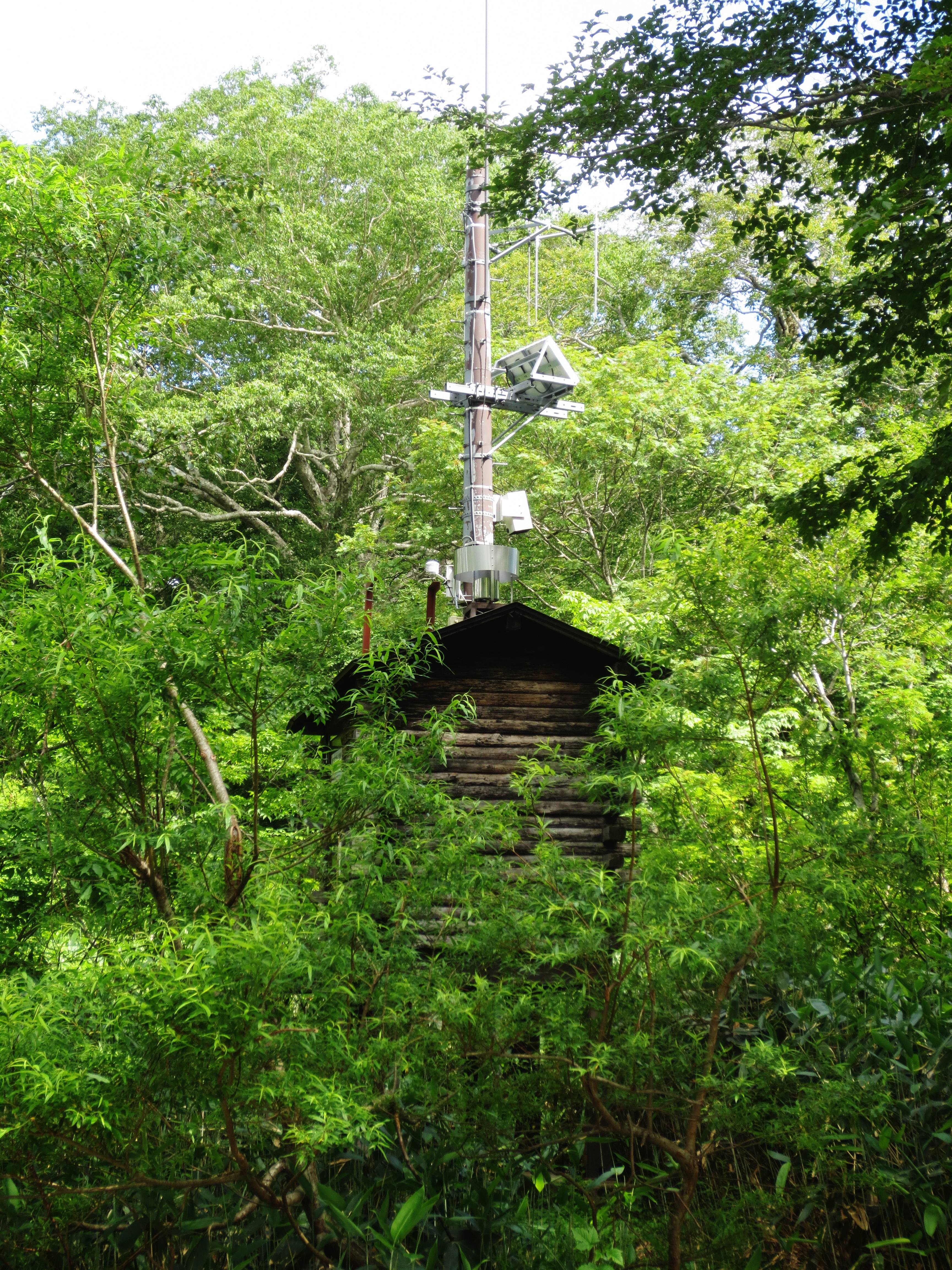
雨量観測所